# Општина Ајутла де лос Либрес (Гереро)
Ајутла де лос Либрес (шп. Ayutla de los Libres) општина је у Мексику у савезној држави Гереро. Општина се налази на надморској висини од 378 м.

## Становништво
Према подацима из 2010. у општини је живело 62690 становника.

### Хронологија
| Година       | 2000                  | 2005                  | 2010                  |
| ------------ | --------------------- | --------------------- | --------------------- |
| Становништво | 55350 (27460 / 27890) | 55974 (27301 / 28673) | 62690 (30706 / 31984) |

### Попис
| \| \| м \| \| \| ж \| \| 0—2 \| 2.197 \| \| \| 2.205 \| \| 3—5 \| 2.551 \| \| \| 2.564 \| \| 6—11 \| 5.581 \| \| \| 5.358 \| \| 12—14 \| 2.827 \| \| \| 2.666 \| \| 15—17 \| 2.628 \| \| \| 2.572 \| \| 18—24 \| 3.602 \| \| \| 3.976 \| \| 60+ \| 2.091 \| \| \| 2.176 \| \| Просек : \| 23,7 \| \| \| 24,6 \| |       |  |  |       |
| |       |  |  |       |
| | м     |  |  | ж     |
| 0—2 | 2.197 |  |  | 2.205 |
| 3—5 | 2.551 |  |  | 2.564 |
| 6—11 | 5.581 |  |  | 5.358 |
| 12—14 | 2.827 |  |  | 2.666 |
| 15—17 | 2.628 |  |  | 2.572 |
| 18—24 | 3.602 |  |  | 3.976 |
| 60+ | 2.091 |  |  | 2.176 |
| Просек : | 23,7  |  |  | 24,6  |

| #   | Индикатор                                                                                        | Вредност |
| --- | ------------------------------------------------------------------------------------------------ | -------- |
| 1   | Становништво од 0 до 2 године                                                                    | 4402     |
| 2   | Мушко становништво од 0 до 2 године                                                              | 2197     |
| 3   | Женско становништво од 0 до 2 године                                                             | 2205     |
| 4   | Становништво са 3 и више година                                                                  | 58255    |
| 5   | Мушко становништво са 3 и више година                                                            | 28493    |
| 6   | Женско становништво са 3 и више година                                                           | 29762    |
| 7   | Становништво са 5 и више година                                                                  | 54831    |
| 8   | Мушко становништво са 5 и више година                                                            | 26797    |
| 9   | Женско становништво са 5 и више година                                                           | 28034    |
| 10  | Становништво са 12 и више година                                                                 | 42201    |
| 11  | Мушко становништво са 12 и више година                                                           | 20361    |
| 12  | Женско становништво са 12 и више година                                                          | 21840    |
| 13  | Становништво са 15 и више година                                                                 | 36708    |
| 14  | Мушко становништво са 15 и више година                                                           | 17534    |
| 15  | Женско становништво са 15 и више година                                                          | 19174    |
| 16  | Становништво са 18 и више година                                                                 | 31508    |
| 17  | Мушко становништво са 18 и више година                                                           | 14906    |
| 18  | Женско становништво са 18 и више година                                                          | 16602    |
| 19  | Становништво од 3 до 5 година                                                                    | 5115     |
| 20  | Мушко становништво од 3 до 5 година                                                              | 2551     |
| 21  | Женско становништво од 3 до 5 година                                                             | 2564     |
| 22  | Становништво од 6 до 11 година                                                                   | 10939    |
| 23  | Мушко становништво од 6 до 11 година                                                             | 5581     |
| 24  | Женско становништво од 6 до 11 година                                                            | 5358     |
| 25  | Становништво од 8 до 14 година                                                                   | 13002    |
| 26  | Мушко становништво од 8 до 14 година                                                             | 6687     |
| 27  | Женско становништво од 8 до 14 година                                                            | 6315     |
| 28  | Становништво од 12 до 14 година                                                                  | 5493     |
| 29  | Мушко становништво од 12 до 14 година                                                            | 2827     |
| 30  | Женско становништво од 12 до 14 година                                                           | 2666     |
| 31  | Становништво од 15 до 17 година                                                                  | 5200     |
| 32  | Мушко становништво од 15 до 17 година                                                            | 2628     |
| 33  | Женско становништво од 15 до 17 година                                                           | 2572     |
| 34  | Становништво од 18 до 24 године                                                                  | 7578     |
| 35  | Мушко становништво од 18 до 24 године                                                            | 3602     |
| 36  | Женско становништво од 18 до 24 године                                                           | 3976     |
| 37  | Женско становништво од 15 до 49 година                                                           | 15140    |
| 38  | Становништво са 60 и више година                                                                 | 4267     |
| 39  | Мушко становништво са 60 и више година                                                           | 2091     |
| 40  | Женско становништво са 60 и више година                                                          | 2176     |
| 41  | Однос између мушкараца и жена                                                                    | 96       |
| 42  | Становништво од нуле до 14 година                                                                | 25949    |
| 43  | Становништво од 15 до 64 године                                                                  | 33650    |
| 44  | Становништво од 65 година и више                                                                 | 3058     |
| 45  | Просечан број деце                                                                               | 3.07     |
| 46  | Становништво рођено у ентитету                                                                   | 61697    |
| 47  | Мушко становништво рођено у ентитету                                                             | 30174    |
| 48  | Женско становништво рођено у ентитету                                                            | 31523    |
| 49  | Становништво рођено у другом ентитету                                                            | 615      |
| 50  | Мушко становништво рођено у другом ентитету                                                      | 338      |
| 51  | Женско становништво рођено у другом ентитету                                                     | 277      |
| 52  | Становништво од 5 година и више резидентно у ентитету у јуну 2005. године                        | 53706    |
| 53  | Мушко становништво старосног доба од 5 година и више, резидентно у ентитету у јуну 2005. године  | 26001    |
| 54  | Женско становништво старосног доба од 5 и више година, резидентно у ентитету у јуну 2005. године | 27705    |
| 55  | Становништво од 5 година и више које је живело у другом ентитету у јуну 2005. године             | 253      |
| 56  | Мушко становништво старије од 5 година које је живело у другом ентитету у јуну 2005. године      | 141      |
| 57  | Женско становништво старије од 5 година које је живело у другом ентитету у јуну 2005. године     | 112      |
| 58  | Становништво од 3 године и више које говори аутохтони језик                                      | 20735    |
| 59  | Мушко становништво старо 3 године и више које говори аутохтони језик                             | 10064    |
| 60  | Женско становништво старо 3 године и више које говори аутохтони језик                            | 10671    |
| 61  | Становништво од 3 године и више које говори аутохтони језик и не говори шпански језик            | 8137     |
| 62  | Мушко становништво старо 3 године и више које говори аутохтони језик и не говори шпански         | 3237     |
| 63  | Женско становништво старо 3 године и више које говори аутохтони језик и не говори шпански језик  | 4900     |
| 64  | Становништво старо 3 године и више које говори аутохтони језик и шпански                         | 12209    |
| 65  | Мушко становништво старо 3 године и више које говори аутохтони језик и шпански                   | 6638     |
| 66  | Женско становништво старо 3 године и више које говори аутохтони језик и шпански                  | 5571     |
| 67  | Становништво од 5 година и више које говори аутохтони језик                                      | 19485    |
| 68  | Становништво од 5 година и више које говори аутохтони језик и не говори шпански језик            | 7159     |
| 69  | Становништво од 5 година и више које говори аутохтони језик и говори шпански језик               | 11962    |
| 70  | Становништво у домородачким домаћинствима                                                        | 25974    |
| 71  | Становништво са ограничењима у активностима                                                      | 1728     |
| 72  | Становништво са ограниченим ходањем или кретањем, горе или доле                                  | 876      |
| 73  | Становници са ограничењима вида, чак и уз кориштење сочива                                       | 553      |
| 74  | Становништво са ограничењима говора, комуникације или конверзације                               | 150      |
| 75  | Становништво са ограниченим слухом                                                               | 227      |
| 76  | Становништво са ограничењима при одевању, купању или јелу                                        | 69       |
| 77  | Становништво са ограничењима у опажању или учењу једноставних ствари                             | 47       |
| 78  | Становништво са менталним ограничењима                                                           | 172      |
| 79  | Становништво без ограничења активности                                                           | 60369    |
| 80  | Становништво од 3 до 5 година које не похађа школу                                               | 1658     |
| 81  | Мушко становништво од 3 до 5 година које не похађа школу                                         | 873      |
| 82  | Женско становништво од 3 до 5 година које не похађа школу                                        | 785      |
| 83  | Становништво од 6 до 11 година које не похађа школу                                              | 355      |
| 84  | Мушко становништво од 6 до 11 година које не похађа школу                                        | 198      |
| 85  | Женско становништво од 6 до 11 година које не похађа школу                                       | 157      |
| 86  | Становништво од 12 до 14 година које не похађа школу                                             | 695      |
| 87  | Мушко становништво од 12 до 14 година које не похађа школу                                       | 345      |
| 88  | Женско становништво од 12 до 14 година које не похађа школу                                      | 350      |
| 89  | Становништво од 15 до 17 година похађа школу                                                     | 2913     |
| 90  | Мушко становништво од 15 до 17 година похађа школу                                               | 1460     |
| 91  | Женско становништво између 15 и 17 година живота у школи                                         | 1453     |
| 92  | Становништво од 18 до 24 године похађа школу                                                     | 1128     |
| 93  | Мушко становништво од 18 до 24 године похађа школу                                               | 543      |
| 94  | Женско становништво од 18 до 24 године похађа школу                                              | 585      |
| 95  | Становништво од 8 до 14 година које не може да чита и пише                                       | 1497     |
| 96  | Мушко становништво старосног доба од 8 до 14 година које не може да чита и пише                  | 849      |
| 97  | Женско становништво старосног доби од 8 до 14 година које не може да чита и пише                 | 648      |
| 98  | Становништво од 15 година и више које је неписмено                                               | 8982     |
| 99  | Мушко становништво од 15 година и више које је неписмено                                         | 3342     |
| 100 | Женско становништво од 15 година и више које је неписмено                                        | 5640     |
| 101 | Становништво старо 15 и више година без школовања                                                | 7700     |
| 102 | Мушко становништво старо 15 и више година без школовања                                          | 2827     |
| 103 | Женско становништво старо 15 и више година без школовања                                         | 4873     |
| 104 | Становништво старосног доба 15 и више година са непотпуним основним образовањем                  | 6621     |
| 105 | Мушко становништво старосног доба од 15 година и више са непотпуном основним образовањем         | 3192     |
| 106 | Женско становништво старосног доба 15 и више година са непотпуном основним образовањем           | 3429     |
| 107 | Становништво старо 15 и више година са комплетним основним образовањем                           | 7418     |
| 108 | Мушко становништво старо 15 година и више са комплетним основним образовањем                     | 3802     |
| 109 | Женско становништво старо 15 и више година са комплетним основним образовањем                    | 3616     |
| 110 | Становништво старосног доба 15 и више година са непотпуним средњим образовањем                   | 2496     |
| 111 | Мушко становништво старосног доба од 15 година и више са непотпуним средњим образовањем          | 1346     |
| 112 | Женско становништво старосног доба од 15 година и више са непотпуним средњим образовањем         | 1150     |
| 113 | Становништво старо 15 и више година са пуним секундарном образовањем                             | 5776     |
| 114 | Мушко становништво старосног доба од 15 година и више са пуним секундарном образовањем           | 3111     |
| 115 | Женско становништво старосног доба од 15 година и више са пуним секундарном образовањем          | 2665     |
| 116 | Становништво старије од 18 година са постосновним образовањем                                    | 5604     |
| 117 | Мушко становништво старије од 18 година са постосновним образовањем                              | 2753     |
| 118 | Женско становништво старије од 18 година са постосновним образовањем                             | 2851     |
| 119 | Просечна оцена школовања                                                                         | 5.97     |
| 120 | Просечан ниво образовања мушке популације                                                        | 6.34     |
| 121 | Просечан ниво образовања женског становништва                                                    | 5.63     |
| 122 | Економски активно становништво                                                                   | 18400    |
| 123 | Економски активна мушка популација                                                               | 15271    |
| 124 | Економски активна женска популација                                                              | 3129     |
| 125 | Становништво које није економски активно                                                         | 23593    |
| 126 | Мушко становништво које није економски активно                                                   | 4956     |
| 127 | Женско становништво које није економски активно                                                  | 18637    |
| 128 | Запослено становништво                                                                           | 18203    |
| 129 | Запослено мушко становништво                                                                     | 15112    |
| 130 | Запослено женско становништво                                                                    | 3091     |
| 131 | Незапослена популација                                                                           | 197      |
| 132 | Незапослена мушка популација                                                                     | 159      |
| 133 | Незапослена женска популација                                                                    | 38       |
| 134 | Становништво без права на здравствене услуге                                                     | 21172    |
| 135 | Становништво које има право на здравствене услуге                                                | 41334    |
| 136 | Становништво које има право на ИМСС                                                              | 409      |
| 137 | Становништво које има право на социјално осигурање                                               | 2930     |
| 138 | Становништво које има право на државно социјално осигурање                                       | 209      |
| 139 | Становништво које има право на опште осигурање или здравствено осигурање за нову генерацију      | 37517    |
| 140 | Становништво које је било једном или није било у браку током 12 година и више                    | 15488    |
| 141 | Венчано или уједињено становништво од 12 година и више                                           | 23350    |
| 142 | Становништво које је било у браку или уједињено 12 година и више                                 | 3277     |
| 143 | Становништво са католичком религијом                                                             | 60080    |
| 144 | Протестанти, еванђелисти и библијски следбеници различити од еванђелиста                         | 1922     |
| 145 | Становништво са другим религијама различитим од претходних                                       | 3        |
| 146 | Становништво без религије                                                                        | 320      |
| 147 | Укупно пописаних домаћинства                                                                     | 12503    |
| 148 | Пописна домаћинства на челу са мушкарцима                                                        | 9795     |
| 149 | Пописна домаћинства на челу са женама                                                            | 2708     |
| 150 | Становништво у пописним домаћинствима                                                            | 62540    |
| 151 | Становништво у пописним домаћинствима на челу са мушкарцима                                      | 51824    |
| 152 | Становништво у пописним домаћинствима на челу са женама                                          | 10716    |
| 153 | Укупно домаћинстава                                                                              | 15212    |
| 154 | Укупно насељених домаћинстава                                                                    | 12508    |
| 155 | Укупно приватних кућа                                                                            | 15207    |
| 156 | Насељени приватни домови                                                                         | 12503    |
| 157 | Укупно насељених приватних кућа                                                                  | 12506    |
| 158 | Ненасељене приватне куће                                                                         | 2044     |
| 159 | Појединачна домаћинства за привремену употребу                                                   | 660      |
| 160 | Становници у насељеним приватним кућама                                                          | 62540    |
| 161 | Насељеност станара у приватним становима                                                         | 5        |
| 162 | Просечно становника по соби у приватним насељеним домаћинствима                                  | 1.95     |
| 163 | Појединачна домаћинства са подовима од различитих материјала од земље                            | 10327    |
| 164 | Појединачна домаћинства у приземљу                                                               | 2110     |
| 165 | Појединачна домаћинства са једном спаваћом собом                                                 | 8071     |
| 166 | Појединачна домаћинства са две спаваће собе и више                                               | 4387     |
| 167 | Појединачна домаћинства са једним собом                                                          | 1499     |
| 168 | Појединачна домаћинства са две собе                                                              | 5678     |
| 169 | Појединачна домаћинства са 3 собе и више                                                         | 5253     |
| 170 | Појединачна домаћинства која имају електрично светло                                             | 11057    |
| 171 | Појединачна домаћинства која немају електрично светло                                            | 1368     |
| 172 | Појединачна домаћинства која имају водоводну воду у стамбеном простору                           | 8987     |
| 173 | Појединачна домаћинства која немају водоводну воду у стамбеном простору                          | 3435     |
| 174 | Појединачна домаћинства која имају тоалет                                                        | 5850     |
| 175 | Појединачна домаћинства која имају канализацију                                                  | 5535     |
| 176 | Појединачна домаћинства која немају канализацију                                                 | 6848     |
| 177 | Појединачна домаћинства која имају електрично светло, довод воде из јавне мреже и канализацију   | 4558     |
| 178 | Појединачна домаћинства без икаквих услова                                                       | 3118     |
| 179 | Појединачна домаћинства која имају радио                                                         | 5641     |
| 180 | Појединачна домаћинства која имају телевизор                                                     | 7761     |
| 181 | Појединачна домаћинства која имају фрижидер                                                      | 6282     |
| 182 | Појединачна домаћинства која имају машину за веш                                                 | 1473     |
| 183 | Појединачна домаћинства која имају аутомобил или комби                                           | 1264     |
| 184 | Појединачна домаћинства која имају рачунар                                                       | 828      |
| 185 | Појединачна домаћинства која имају фиксну телефонску линију                                      | 2106     |
| 186 | Појединачна домаћинства која имају мобилни телефон                                               | 2559     |
| 187 | Појединачна домаћинства која имају приступ интернету                                             | 456      |